# Пол Нютън
Пол Нютън (на английски: Paul Newton роден на 21 февруари 1948 г., Андовър, Хампшър) е британски басист, най-известен с изпълненията си в групата „Юрая Хийп“.
Newton започва в групата Shinn, която включва органиста Дон Шин и барабаниста Брайън Дейвисън, преди да се присъедини към The Gods с Кен Хенсли и Лий Кърслейк. Той става оригиналният басист на Spice, която скоро става „Юрая Хийп“, и свири в първите три албума на групата. Впоследствие свири в група, наречена Festival, в продължение на няколко години и също така работи като студиен музикант.
По-късно Нютън свири с други бивши членове на „Юрая Хийп“ – Кен Хенсли, Джон Лоутън и Лий Керслейк. Установява се в Ледбъри и работи като строителен инспектор във фирмата на баща си. Свири в Behind Closed Doors (група, създадена от неговия син, Джулиан) и също е член на рок групата Rocking Aces, докато не се разпада през декември 2013 г.

## Дискография

### С Uriah Heep
- 1970 – Very 'eavy... Very 'umble
- 1971 – Salisbury
- 1971 – Look at Yourself

### С TheHensleyLawtonBand
- 2001 – The Return

## Други издания
- Newton, Paul. Bone Structure Paperback.   Wallingford, Greyhound Self-Publishing, 2023. ISBN 1915803004. p. 400. (на английски)